# Liste de syndromes

## Classement médical

### Syndromechromosomiques

#### Syndromes dus à une anomalie des chromosomes sexuels
- Syndrome de Klinefelter - trisomie 23
- Syndrome de Turner - monosomie 23
- Syndrome d'insensibilité complète aux androgènes(SICA) - mutation du chromosome 23 (gène AR muté)

#### Autres syndromes chromosomiques
- Syndrome de Swyer
- Syndrome de Down - trisomie 21
- Syndrome d’Angelman - anomalie au niveau de la quinzième paire de chromosomes, causant un sévère trouble du développement neurologique.
- Syndrome de Prader Willi
- Syndrome de Bloom - anomalie d'un des chromosomes de la quinzième paire.
- Syndrome de Patau - trisomie 13
- Syndrome de Lejeune, aussi appelé maladie du cri du chat - touche la cinquième paire de chromosomes.
- Il existe beaucoup de syndromes et de pathologies liés à la deuxième paire de chromosome consultables sur cette page.
- Syndrome de Hutchinson-Gilford, plus communément appelé progéria ou maladie des "enfants-vieillards" - anomalie au niveau de la première paire de chromosomes.

### Syndromesneurologiques
- Syndrome d'Asperger
- Syndrome de Balint
- Syndrome cérébelleux
- Syndrome de Claude Bernard-Horner
- Syndrome confusionnel
- Syndrome de Guillain-Barré
- Syndrome méningé
- Syndrome pyramidal
- Syndrome extra-pyramidal
- Syndrome de Morton
- Syndrome de la moelle attachée
- Syndrome de la queue de cheval
- Syndrome vestibulaire
- Syndrome de Klüver-Bucy
- Syndrome de Sanfilippo
- Syndrome de Wallenberg
- Syndrome de Williams

### Syndromespneumologiques
- Syndrome alvéolaire
- Syndrome de détresse respiratoire aiguë
- Syndrome hépato-pulmonaire
- Syndrome d'hyperventilation
- Syndrome de Löfgren
- Syndrome obstructif
- Syndrome restrictif

### Syndromesnéphrologiques
- Syndrome néphrotique

### Syndromeshématologiques
- Syndrome d'hyperviscosité
- Syndrome anémique
- Syndrome hémorragique
- Syndrome tumoral

### Syndromesinfectieux
- Syndrome grippal
- Syndrome d'immunodéficience acquise

### Syndromespsychiatriques
- Syndrome délirant
- Syndrome dissociatif
- Syndrome de Lima
- Syndrome de Peter Pan
- Syndrome du voyageur
- Syndrome de Münchausen
- Syndrome de Stockholm

### Autres syndromes non-classés
- Syndrome de Cotard - aussi appelé syndrome du mort-vivan
- Syndrome de Cushing
- Syndrome du loup-garou - hypertrichose
- Syndrome de la main étrangère
- Syndrome de DiGeorge
- Syndrome de Duane
- Syndrome de l'odeur du poisson pourri - triméthylaminurie
- Syndrome d'Ehlers-Danlos
- Syndrome fibromyalgique
- Syndrome FIRES (épilepsie)
- Syndrome de Flammer
- Syndrome de Gougerot-Sjögren
- Syndrome de Highlander
- Syndrome d’hyperventilation chronique
- Syndrome de Karsakoff
- Syndrome de Klippel-Trenaunay
- Syndrome de Majeed
- Syndrome de Noonan
- Syndrome de Pelligrini Stieda
- Syndrome de Rapunzel (en) ou syndrome de Raiponce
- Syndrome de Raynaud
- Syndrome de Wolff-Parkinson-White
- Syndrome de Stein-Leventhal